# أبرام بتروفيتش جانيبال
أبرام بتروفيتش  Gannibal ، وكذلك هانيبال أو Ganibal ، أو Abram Hannibal أو Abram Petrov ( (بالروسية: Абра́м Петро́вич Ганниба́л)‏ ؛ ج. 1696-14 مايو 1781  ) ، كان مهندسًا عسكريًا روسيًا ورئيسًا عامًا ونبيلًا من أصل أفريقي. تم اختطافه واستعباده عندما كان طفلاً من قبل العثمانيين، وتم تداوله في روسيا وقدم كهدية لبطرس الأكبر، حيث تم إطلاق سراحه وتبنيه وتربيته في منزل بلاط الإمبراطور باعتباره غودسون . 
ارتقى جانيبال في النهاية ليصبح عضوًا بارزًا في البلاط الإمبراطوري في عهد إليزابيث ابنة بيتر. كان لديه 11 طفلاً، أصبح معظمهم من النبلاء الروس ؛ كان الجد الأكبر للمؤلف والشاعر ألكسندر بوشكين . 

## النشأة
تأتي الروايات الرئيسية الموثوقة عن حياة جانيبال من مور بطرس الأكبر ، سيرة بوشكين غير المكتملة لجده الأكبر، والتي نُشرت بعد وفاة بوشكين في عام 1837. يجادل العلماء بأن رواية بوشكين قد تكون غير دقيقة بسبب رغبة المؤلف في رفع مكانة أسلافه وعائلته. هناك عدد من التناقضات بين سير بوشكين والرواية الألمانية The Blackamoor of Peter the Great ، التي تستند إلى جده الأكبر.  

### اختطاف
يعتقد ريتشارد بانكهورست، الأستاذ السابق في معهد الدراسات الإثيوبية بجامعة أديس أبابا في إثيوبيا، أن الشاب أبرام أو إبراهيم أو إبراهيم، كما سماه، ولد حوالي عام 1698. كان ابنًا "لأمير" أو زعيم قاصر كانت عاصمته نهر مأرب (نهر القاش) (الآن جزء من السودان حاليًا). كان والده ثريًا نسبيًا، حيث كان يمتلك العديد من العبيد الموروثين والمسبيين في المعركة. كان لديه عدة زوجات و 19 طفلاً. ومع ذلك، بعد وفاة والده في معركة للدفاع عن أراضيه من الأتراك العثمانيين الذين كانوا يحاولون استعباد السكان، تم القبض على أبرام ونقله إلى القسطنطينية عن طريق السفن. يقال إن أخته، لاجان، غرقت في البحر في محاولة يائسة لإنقاذ شقيقها.
كانت السيرة التاريخية لصهر جنيبال، روتكيرخ، مسؤولة إلى حد كبير عن الأسطورة التي روجها بعض المؤرخين، والتي تقول إن جنيبال ولد في السودان . أثبتت الأبحاث الحديثة أن الجنرال ولد في وسط إفريقيا، في منطقة متاخمة لبحيرة تشاد في الكاميرون الحالية. 
بقي أبرام في الدولة العثمانية لمدة عام تقريبًا في خدمة منزل السلطان أحمد الثالث . في ذلك الوقت، كانت السفيرة الروسية سافا فلاديسلافيتش راغوزينسكي، التي تمثل بطرس الأكبر، تبحث عن "عدد قليل من العبيد الأفارقة الأذكياء" لقصر القيصر في موسكو ؛ كان Kammermohr سمة مشتركة للمحاكم الأوروبية في ذلك الوقت، كرمز غريب لمكانة المحكمة. بناءً على أوامر من رؤساء فلاديسلافيتش (أحدهم كان بيوتر أندرييفيتش تولستوي، الجد الأكبر للكاتب الشهير ليو تولستوي ) ، تم اختيار أبرام لهذا الغرض وسرعان ما فدى من وزراء السلطان برشوة . في عام 1704 ، أرسله السفير على الفور برا إلى موسكو لتقديمه إلى القيصر بطرس الأكبر.
ويلاحظ أن القيصر قد أعجب بذكاء الصبي وإمكاناته للخدمة العسكرية، وأدخل الطفل إلى منزله.  تم تعميد أبرام في عام 1705 في كنيسة القديس باراسكيفا في فيلنيوس، وكان بطرس هو الأب الروحي له.  كان لتاريخ معمودية جنيبال أهمية شخصية ؛ لقد استخدم هذا التاريخ على أنه عيد ميلاده لأنه لم يكن يعرف تاريخ ميلاده الفعلي. 
كان أبرام يثمن علاقته مع عرّابه، وكذلك علاقة ابنة بطرس ( إليزابيث ) ، وكان مخلصًا لهما كما لو كانا من العائلة.  بدءًا من سن مبكرة، كان الصبي أبرام يسافر جنبًا إلى جنب مع الإمبراطور خلال حملاته العسكرية، وفي هذه الرحلات العسكرية خدم كخادم عراب له.

## تعليم

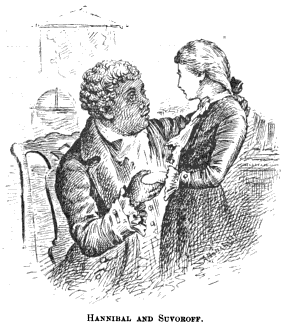
1888 تصور الفنان لغنيبال يتحدث مع الكسندر سوفوروف.

في عام 1717 ، تم إرسال أبرام إلى ميتز لتلقي تعليم في الفنون والعلوم والحرب من أعلى المعاهد المتاحة. بحلول ذلك الوقت كان يجيد عدة لغات وتفوق في الرياضيات والهندسة . في عام 1718 انضم أبرام إلى الجيش الفرنسي على أمل إرضاء عرابه من خلال توسيع تعلمه في الهندسة العسكرية . التحق بأكاديمية المدفعية الملكية في لافير عام 1720.
أثناء دراسات أبرام، اندلع الصراع بين فرنسا وإسبانيا، وقاتل في حرب التحالف الرباعي، وترقى إلى رتبة نقيب. أثناء القتال في الحرب الفرنسية ضد إسبانيا، أصيب أبرام في رأسه وتم أسره من قبل الجيش الإسباني. أطلق سراحه عام 1722 وواصل دراسته في ميتز.
خلال الفترة التي قضاها في فرنسا، تبنى أبرام اللقب "جنيبال" تكريماً للجنرال القرطاجي هانيبال ( غانيبال هي الترجمة الحرفية للاسم باللغة الروسية).  في باريس، التقى وصادق شخصيات التنوير مثل البارون دي مونتسكيو وفولتير (هذا الادعاء من قبل كاتب سيرته الذاتية هيو بارنز متنازع عليه من قبل المراجع أندرو كان  ). أطلق فولتير على جانيبال لقب "النجم المظلم لعصر التنوير".
عاد جانيبال إلى روسيا في العام التالي وأصبح في البداية مهندسًا ثم مدرسًا للرياضيات في إحدى وحدات الحرس الخاصة للقيصر.

## حياة مهنية

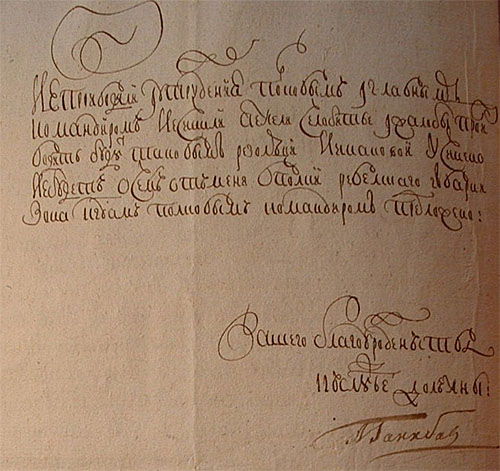
خطاب موقع من أ. جنيبال (لاحظ حرف واحد فقط) في 22 مارس 1744. أرشيف مدينة تالين.

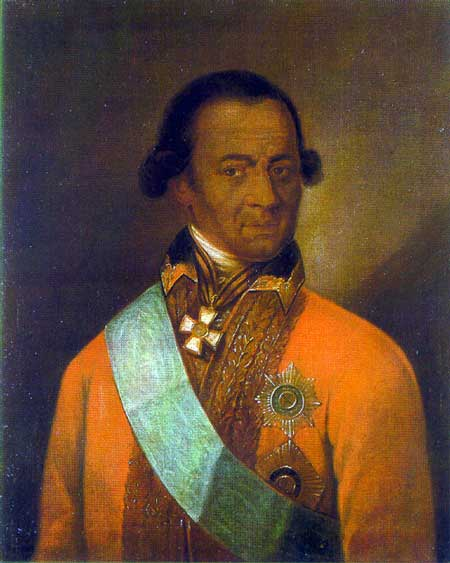
صورة للجنرال الألماني الروسي إيفان إيفانوفيتش مولر ساكوملسكي، كما حددتها ناتاليا تيليتوفا ؛ يعتبرها آخرون كصورة لأبرام بتروفيتش جانيبال [ بحاجة لمصدر ]

اكتمل تعليم جانيبال بحلول عام 1723 ، وكان من المقرر أن يعود إلى روسيا. بعد وفاة بيتر عام 1725 ، تولى الأمير مينشيكوف السلطة في روسيا بسبب سمعته الطيبة مع بيتر. ومع ذلك، لم يكن مينشيكوف مولعًا بجانيبال وكان يشك في أصوله الأجنبية وتعليمه المتفوق. تم نفي جانيبال إلى سيبيريا عام 1727. سافر أولاً إلى قازان، ثم إلى توبولسك وإيركوتسك، ثم إلى Selenginsk بالقرب من الحدود المنغولية. تم العفو عنه عام 1730 بسبب مهاراته الفنية، وأكمل خدمته في سيبيريا عام 1733. خلال هذا الوقت قام ببناء حصن وقاد العديد من مشاريع البناء حيث أصبح مهندسًا رئيسيًا.
أصبحت إليزابيث الروسية العاهل الجديد عام 1741. أصبحت جانيبال عضوًا بارزًا في بلاطها، وترقى إلى رتبة لواء، وأصبح مشرفًا على ريفال (الآن تالين، إستونيا ) ، وهو المنصب الذي شغله من 1742 إلى 1752. توجد رسالة موقعة بتاريخ 22 مارس 1744 من قبل "أ. جنيبال" محفوظة في أرشيف مدينة تالين. في عام 1742 ، أعطته الإمبراطورة إليزابيث ملكية ميخائيلوفسكوي في منطقة بسكوف مع مئات الأقنان . بعد أن أصبح كبير المهندسين العسكريين للجيش الروسي عام 1756 ، حصل على رتبة جنرال عام 1759. تقاعد في النهاية إلى الحوزة التي أعطتها له الإمبراطورة إليزابيث، في عام 1762 في عهد كاترين العظيمة.
في وثيقة رسمية قدمها جانيبال عام 1742 إلى الإمبراطورة إليزابيث، أثناء تقديمه التماسًا للحصول على رتبة نبلاء وشعار نبالة، طالب بحق استخدام شعار عائلي مزين بفيل والكلمة الغامضة "FVMMO" ، والتي قد تعني "الوطن" في لغة كوتوكو . كتب هيو بارنز في كتابه Gannibal: The Moor of Petersburg عن لقائه بسلطان Logone-Birni ، الذي قدم له نفس الترجمة للكلمة.  ومع ذلك، التقى فرانسيس سومرز كوكس، مؤلف كتاب The Moor of St Petersburg: على خطى أسود روسي ، بنفس السلطان وتلقى ترجمة مختلفة لـ FVMMO. اقترحت أيضًا أن FVMMO تعني التعبير اللاتيني Fortuna Vitam Meam Mutavit Omnino والذي يعني "Fortune غيرت حياتي تمامًا". 

## عائلة
تزوج جنيبال مرتين. كانت زوجته الأولى إيفدوكيا ديوبر، وهي امرأة يونانية . تزوج الزوجان في عام 1731. احتقرت ديوبر زوجها الذي أجبرت على الزواج منه . كان الزواج بين ديوبر وجانيبال متقلبًا للغاية، واشتبه في خيانتها في وقت مبكر من زواجهما.  تأكدت شكوك جانيبال عندما أنجبت ديوبر ابنة بيضاء.  عندما علمت جانيبال أنها كانت غير مخلصة له، ألقي القبض عليها وألقيت في السجن، حيث قضت أحد عشر عامًا.
بدأت جانيبال في العيش مع امرأة أخرى، كريستينا ريجينا سيوبيرج (1705-1781) ، ابنة ماتياس جوهان سيوبيرج وزوجته كريستينا إليزابيث دي ألبيديل، وتزوجها في ريفال، في عام 1736 ، بعد عام من ولادة طفلهما الأول وأثناء ذلك. كان لا يزال متزوجًا قانونيًا من زوجته الأولى. لم يصبح طلاقه من ديوبر نهائيًا حتى عام 1753 ، حيث تم فرض غرامة وكفارة على جانيبال، وتم إرسال ديوبر إلى الدير لبقية حياتها. ومع ذلك، اعتبر زواج جنيبال الثاني قانونيًا بعد طلاقه. كان زواج جانيبال الثاني من كريستينا أكثر سعادة، وقد قدر إخلاصها وعاطفتها تجاهه. 
من جهة الأب، كانت الزوجة الثانية لغانيبال تنحدر من عائلات نبيلة في إسكندنافيا وألمانيا : سيوبيرغ ( السويد ) ، غالتونغ ( النرويج ) ، وغرابو ( الدنمارك ) / فون جرابو ( براندنبورغ ).   كان جدها لأبها هو جوستاف سيوبيرج، ريتمستر تل إستروب، الذي توفي عام 1694 ، وكانت زوجته كلارا ماريا لوريتزداتر غالتونغ (حوالي 1651-1698) ابنة لوريتز لوريتزسون جالتونج (حوالي 1615-1661) وباربرا جرابو تيل بيدرستروب ( 1631–1696).

أنجب أبرام غانيبال وكريستين ريجينا سيوبيرغ عشرة أطفال، من بينهم ابن اسمه أوسيب. كان لأوسيب بدوره ابنة، ناديجدا، والدة ألكسندر بوشكين . أصبح ابن جانيبال الأكبر، إيفان، ضابطًا بحريًا بارعًا ساعد في تأسيس مدينة خيرسون في جنوب أوكرانيا عام 1779 ، كما حصل أيضًا على رتبة جنرال، ثاني أعلى رتبة عسكرية في روسيا الإمبراطورية . ينحدر العديد من الأرستقراطيين البريطانيين من جانيبال، بما في ذلك ناتاليا جروسفينور، دوقة وستمنستر، وأختها ألكسندرا هاميلتون، دوقة أبركورن . جورج مونتباتن، المركيز الرابع لميلفورد هافن، ابن عم الملكة إليزابيث الثانية، هو أيضًا سليل مباشر، مثل حفيد ناديجدا مونتباتن، مسيرة ميلفورد هافن .

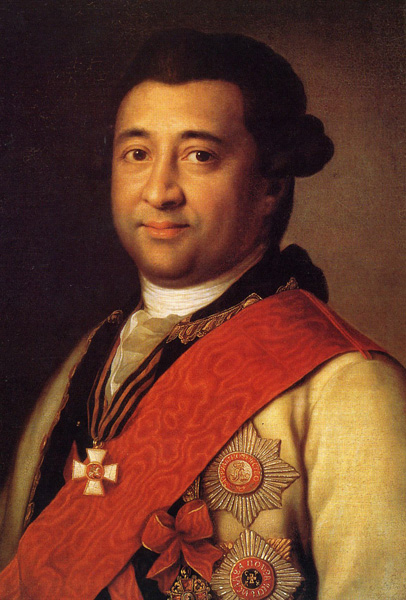
إيفان جانيبال  [لغات أخرى]‏ ، الابن البكر لجانيبال ، مع وسام القديس جورج  [لغات أخرى]‏
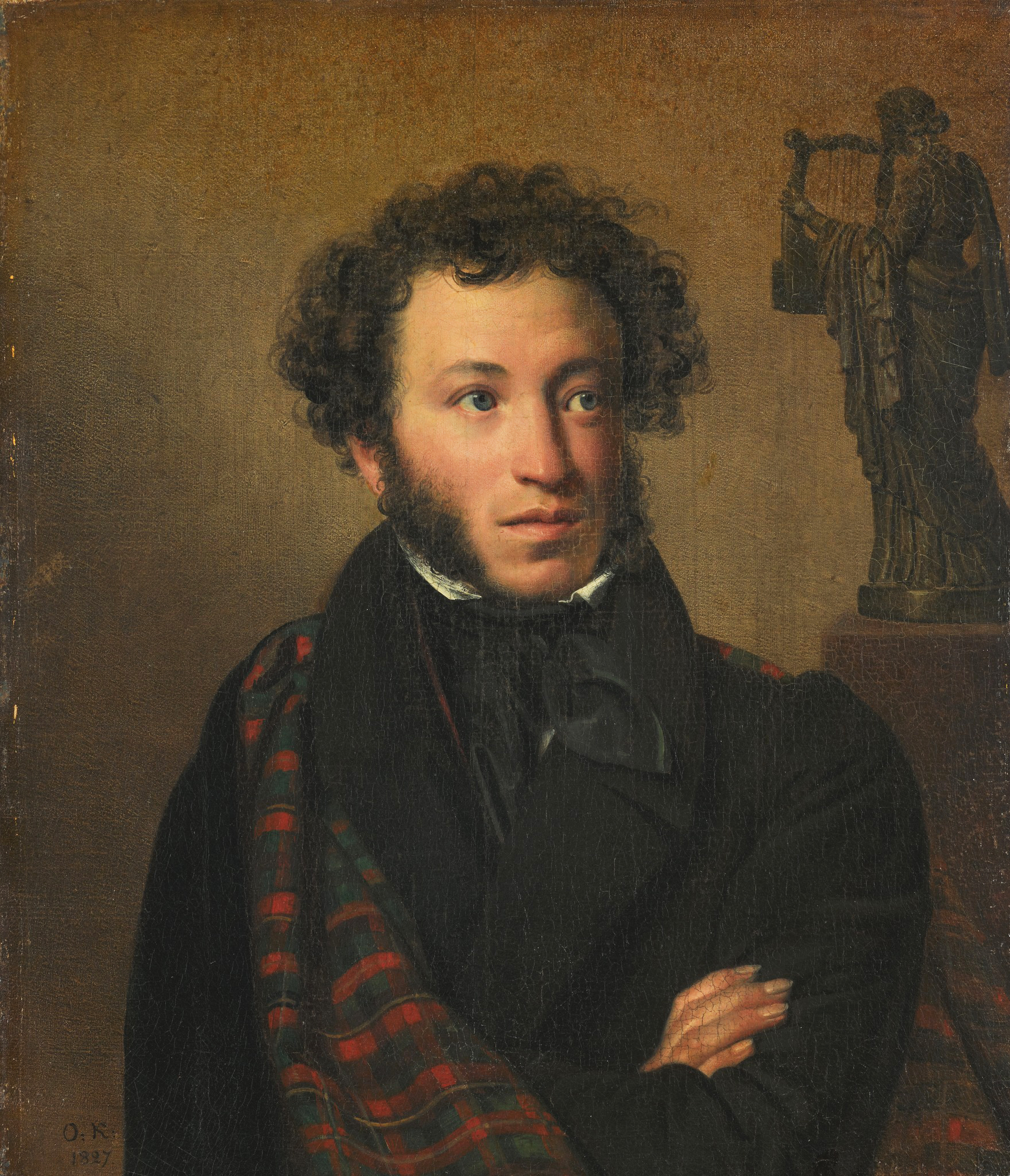
الكسندر بوشكين ، حفيد جانيبال من خلال أوسيب

## إرث

### جدل حول مكان ولادة جنيبال

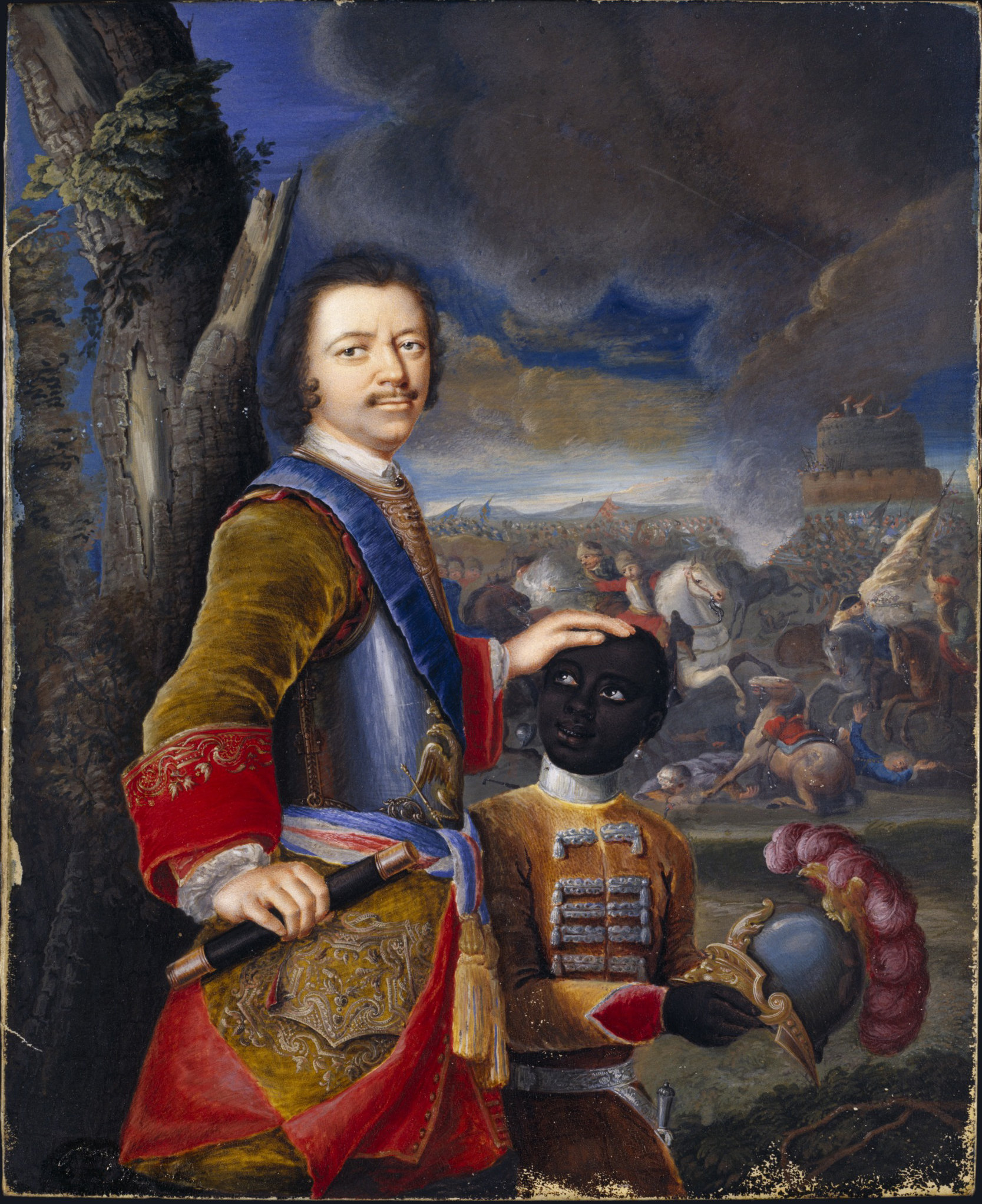
بطرس الأكبر مع صفحة سوداء ، بقلم غوستاف فون مارديفيلد. كان جانيبال في منتصف العشرينات من عمره وقت رسم هذه اللوحة ، لذا فهو ليس الصفحة السوداء الموضحة هنا.

لا يزال مكان ميلاد جنيبال الفعلي غير مؤكد، ويخضع لتكهنات المؤرخين المعاصرين. حتى العمل الميداني الأكاديمي الحديث، كان يُفترض عمومًا أنه نشأ في إثيوبيا .  اعتقد العلماء الروس لسنوات عديدة أنه كان بالقرب من مدري بحري، وهي مملكة قديمة في إريتريا الحالية.  في رسالة كتبها إلى الإمبراطورة إليزابيث، ابنة بطرس الأكبر، صرح جانيبال أنه من بلدة "لوجون"  أو "لاجون".  كتب عالم الأنثروبولوجيا دميتري أنوشين مقالًا عن ألكسندر بوشكين افترض فيه أن كلمة "لاجون" تشير إلى لوجو تشوا في إريتريا.  في عام 1999 ، قام المعهد الروسي في أديس أبابا، عاصمة إثيوبيا، بحملة أيضًا من أجل طابع تذكاري لتكريم الذكرى المئوية الثانية لبوشكين. 
تدعي حكومتا إثيوبيا وإريتريا أن جانيبال ولدت في أراضيها. تحت هذا الاعتقاد، أطلقت الحكومة الإثيوبية على أحد شوارع أديس أبابا اسم ألكسندر بوشكين، حفيد جانيبال. كما وضعت تمثال نصفي له بالقرب من مقر الاتحاد الأفريقي عام 2002 ، ورتبت لنقل تمثال بوشكين من موسكو إلى أديس أبابا في عام 2014.  ومع ذلك، فإن فكرة أن جانيبال ربما تكون قد ولدت في إثيوبيا تحمل القليل من النقد مع عموم السكان الإثيوبيين.  تؤكد الحكومة الإريترية أن جانيبال ولدت بدلاً من ذلك في لوجو سردا ،  وهي منطقة في إريتريا الحديثة.  كما نصب تمثال بوشكين الخاص به وأطلق عليه اسم شارع في عام 2009. 
شكك فلاديمير نابوكوف في أسلاف غانيبال، بناءً على نتائج البحث أثناء عمله في ترجمة رواية بوشكين يوجين أونجين . اختلف نابوكوف مع نظرية أنوشين، مشيرًا إلى أنه من المحتمل أن يكون جانيبال يشير إلى "منطقة لاغونا في إفريقيا الاستوائية، جنوب بحيرة تشاد ".  انخفض دعم نظرية أنوشين عن الولادة الأثيوبية بعد أن تم الكشف عنها على أنها قائمة على أساس عنصري، مما يعني أن الأصول الإثيوبية "الحامية" تفسر نجاح جانيبال بشكل أفضل من الأصول " الزنجية ". 
درس المؤرخ البنيني ديودوني غنامانكو ، الخبير في الشؤون الروسية ،  المصادر الروسية والفرنسية والأفريقية وقال إن جانيبال كان بالفعل من لوغوني بيرني وكان على الأرجح ابن زعيم في السلطنة القديمة. في عام 1995 ، أكد غنامانكو أن "لوغون" التي كتب عنها جانيبال كانت في الواقع لوغون، عاصمة مملكة كوتوكو القديمة لوغون بيرني، الواقعة الآن في شمال الكاميرون .  كان يعتقد أن نمط تجارة الرقيق حول بحيرة تشاد جعل تلك المنطقة أكثر احتمالًا منطقيًا لمكان ولادة جانيبال من جوندار، إثيوبيا .  تُرجمت سيرة غنامانكو السيرة الذاتية لغانيبال إلى الروسية، وتم التصويت عليها كأفضل كتاب عن بوشكين في معرض موسكو للكتاب 1999. 
النتائج التي توصل إليها Gnammankou كانت مدعومة بدورها من خلال العمل الميداني لهيو بارنز. بعد التشاور مع سلطان لوغوني بيرني، وجد بارنز أن نقشًا على شعار جانيبال، والذي لم يكن من الممكن فك شفرته حتى الآن، يتوافق مع مصطلح "الوطن" في لغة كوتوكو المحلية في وسط إفريقيا. 

### تكريم في La Fère
في تشرين الثاني (نوفمبر) 2010 ، ذهب ممثلون من روسيا وإستونيا، وسفير الكاميرون، وسلطان لوجون بيرني إلى مدينة لافير الفرنسية للكشف عن لوحة تذكارية تكريما لأبرام بتروفيتش جانيبال باعتباره خريج أكاديمية لافير للمدفعية الملكية. الأكاديمية، التي أُغلقت في التسعينيات، بدأها الملك لويس الخامس عشر قبل وقت قصير من التحاق جانيبال هناك في عام 1720. تعلن اللوحة أنه تخرج من أكاديمية المدفعية الملكية في لافير، وأصبح فيما بعد كبير المهندسين العسكريين والقائد العام للجيش الإمبراطوري الروسي . كما يشير إلى أن جانيبال هو الجد الأكبر لألكسندر بوشكين، أعظم شاعر روسيا. ديودونيه غنامانكو، الذي كانت أبحاثه في خلفية غانيبال مسؤولة إلى حد كبير عن الاحتفال في La Fère ، كان أيضًا المتحدث الرئيسي في ندوة بعد الحدث. 

## الثقافة الشعبية

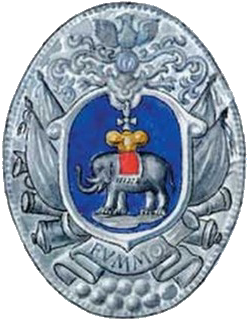
شعار نبالة أبرام جنيبال

### الأدب
استخدم ألكسندر بوشكين جده الأكبر أبرام جانيبال كنموذج لإبراهيم، الشخصية الرئيسية في روايته غير المكتملة مستنقع بطرس الأكبر . بعد ترك المدرسة في عام 1817 ، التقى بوشكين ببيتر آخر أبناء أبرام الباقي على قيد الحياة. التقى بيتر مرة أخرى في عام 1825 ، بعد أن كتب في مذكراته عن رغبته في "الحصول على بعض المذكرات منه عن جدي الأكبر".  يبدو أنه يستخدم خبراته الخاصة، جنبًا إلى جنب مع خبرات جانيبال لإنشاء مؤامرة لـ Moor of Peter the Great .  كتبت كارلايل براون نسخة مسرحية من العمل وعرضت لأول مرة في مشروع الكتاب الجنوبيين الثالث عشر لمهرجان ألاباما شكسبير في مارس 2001. 

### الفن والسينما
أبرام غانيبال هو بطل الرواية في الفيلم الكوميدي السوفيتي كيف تزوج القيصر بطرس الأكبر من مستنقعه ، على الرغم من أن حبكة الفيلم لا علاقة لها بالسيرة الذاتية الحقيقية لغنيبال. الفيلم مقتبس جزئياً عن فيلم " مور لبطرس الأكبر " لبوشكين. 
هناك العديد من اللوحات التي يعتقد أنها تصور جانيبال، والتي تشمل لوحة معركة ليسنايا من قبل بيير دينيس مارتن الأصغر . يُقال إن الصبي الصغير الموجود في لوحة مارتن هو جانيبال، بسبب دور الصبي الصغير كخادم لبيتر خلال الحملات العسكرية وعلاقة جانيبال المحتملة بالفنان أثناء وجوده في فرنسا.  يُعتقد أيضًا أن صورة لأدريان شونبيك تصور جانيبال خلال فترة وجوده مع بطرس الأكبر. في صورة شونبيك لبطرس الأكبر ، يُعتقد أن العبد الشاب الذي يقف خلف بطرس مباشرة هو جانيبال. على الرغم من وجود مجموعة متنوعة من الصور التي تدعي أنها تحتوي على جانيبال، إلا أن هناك القليل من الأدلة التي تشير إلى أن هذه المزاعم دقيقة.  في لوحة ليسنايا، كان الصبي الصغير يرتدي ملابس العبيد التقليدية، والتي لم يرتديها جانيبال بسبب وضعه تحت حكم بطرس الأكبر. 

## ملحوظات
1. ↑  The Russian middle name or الاسم المنسوب لأب is based on the father's first name; in this case it is based on the godfather's, Peter the Great.

## السير الذاتية
- حياة جنيبال ، DS Anuchin ، 1899.
- جانيبال: مستنقع بطرسبورغ ، بقلم هيو بارنز، مقوى 2005.(ردمك 1-86197365-9)رقم ISBN 1-86197365-9 .
- مستنقع سانت بطرسبرغ: على خطى أسود روسي ، بقلم فرانسيس سومرز كوكس، غلاف عادي 2005.(ردمك 0-95440342-8)رقم ISBN 0-95440342-8 .
- أبراهام حنبعل وغزاة الرمال ، بقلم فرانسيس سومرز كوكس، غلاف عادي 2003 [رواية تاريخية للأطفال].(ردمك 0-95440340-1)رقم ISBN 0-95440340-1 .
- أبراهام حنبعل ومعركة العرش ، بقلم فرانسيس سومرز كوكس، غلاف عادي 2003 [رواية تاريخية للأطفال].(ردمك 0-95440341-X)رقم ISBN 0-95440341-X .
- أبراهام حنبعل - لول نوير دي بوشكين لديودوني غنامانكو، غلاف ورقي، باريس 1996.(ردمك 2-70870609-8)رقم ISBN 2-70870609-8 .
- Абрам Петрович Ганнибал [Abram Petrovich Gannibal] ، Георг Леетс [Georg Leets] ، Таллин [تالين]، غلاف ورقي عام 1984.
- ملاحظات على العروض: وأبرام غنيبال بقلم فلاديمير نابوكوف ، 1964.(ردمك 0-69101760-3)رقم ISBN 0-69101760-3 .
- Жизнь Ганнибала - прадеда Пушкина [حياة هانيبال ، جد بوشكين الأكبر] بقلم Наталья Константиновна Телетова [ناتاليا كونستانتينوفنا ، تليتوفا 2004] ،.(ردمك 5-94921-004-2)رقم ISBN 5-94921-004-2 .

## روابط خارجية
- معرض على الإنترنت: الأوروبيون السود في المكتبة البريطانية
- ^ أبيض روسي - روسي أسود: العرق والعرق في السينما الروسية نسخة محفوظة 2021-02-25 على موقع واي باك مشين. ... في 2006 ندوة الفيلم الروسي، جامعة بيتسبرغ

قالب:Alexander Pushkin